# Макрокосмос (Крам)
Макрокосмос (англ. Makrokosmos) ― цикл фортепианных миниатюр американского композитора Джорджа Крама, состоящий из четырёх тетрадей. Композитор работал над этим произведением на протяжении 1972—1979 годов. Название цикла отсылает к «Микрокосмосу» Белы Бартока.

## История написания
«Макрокосмос» Дж. Крама для амплифицированного (с увеличенными возможностями) фортепиано был создан в наиболее плодотворный период композиторской деятельности. В это время Крам получил Пулитцеровскую премию (1968), вышли в свет его работы «Ночь четырёх лун» (англ. Night of the Four Moons, 1969), «Древние голоса детей» (англ. Ancient Voices of Children) и «Чёрные ангелы» (англ. Black Angels, 1970).
Первое исполнение произведения состоялось 12 июня 1980 года в Баффало, когда его по очереди играли шесть пианистов.

## Стиль произведения
Создавая «Макрокосмос», композитор поставил перед собой цель ― продемонстрировать все технические и музыкальные возможности фортепиано. Крам использует в цикле фразы из произведений Бетховена и Шопена, применяет музыкальный язык, достаточно близкий к стилю Бартока, Дебюсси и Мессиана.

## Структура
- Первая тетрадь «Макрокосмоса» Крама была написана в 1972 году и посвящена его другу ― пианисту Дэвиду Берджу (англ. David Burge)[3]. Тетрадь называется «Двенадцать фантастических пьес о зодиаке» (англ. Twelve Fantasy-Pieces after the Zodiac). Она разделена на три части, в каждой из которых по четыре пьесы. Последняя пьеса каждой из частей тетради построена и записана таким образом, что звуковая ткань формирует необычное изображение. Соответственно, пьеса №1 записана в форме креста, пьеса №8 – в форме круга и пьеса №12 – в форме спирали.
- Вторая тетрадь была завершена в 1973 году и посвящена памяти Густава Малера. Её организационная схема (количество частей и пьес) практически полностью соответствует схеме первой тетради.
- Третья тетрадь была создана в 1974 году. Она называется «Музыка для летнего вечера» (англ. Music for a Summer Evening). Тетрадь написана для двух амплифицированных фортепиано и ударных. Этот цикл состоит только из пяти произведений.
- Последняя, четвёртая тетрадь «Макрокосмоса» называется «Небесная механика» (англ. Celestial Mechanics) и содержит подзаголовок «Космические танцы для амплифицированного фортепиано в четыре руки» (англ. Cosmic Dances for Amplified Piano, Four Hands). Название каждой пьесы связано с определённой звездой: ά Центавра, β Лебедя, γ Дракона и δ Ориона. Джордж Крам завершил «Макрокосмос» в 1979 году.